# П'єр Поль Руає-Коллар
П'єр Поль Руає-Коллар (фр. Pierre Paul Royer-Collard ; 21 червня 1763, Сомпюї, — 4 вересня 1845, Шатов'є) — французький політичний діяч і філософ. Старший брат лікаря Антуана Руає-Коллара.

## Біографія
Був адвокатом при паризькому парламенті, а після падіння Бастилії став членом Паризької комуни, в якій сидів на лаві поміркованих, поряд із Камілем Демуленом та Дантоном.
Після подій 10 серпня 1792 року, коли крайня партія здобула гору, Руає-Коллар відсторонився від політичних справ. Під час терору йому довелося переховуватись.
У 1797 році вступив до ради п'ятисот і справив велике враження промовою про утвердження католицизму знову на рівні панівної релігії, при повному збереженні свободи совісті та сповідань. Після перевороту 18 фрюктидора Руає-Коллар був виключений із ради п'ятисот.
У наступні роки політична діяльність Руає-Коллара не мала офіційного характеру. Разом з іншими особами, які бачили у відновленні Бурбонів єдиний засіб для відновлення порядку, Руає-Коллар утворив «таємну раду Людовіка XVIII», яка поставила собі за мету подавати претендентові точні відомості про стан справ у Франції та спрямовувати його політику. Все листування ради велося, мабуть, Руає-Коларом, найвпливовішим його членом. Незабаром Руає-Коллар переконався, що Бурбони не розуміють нових вимог життя, і оголосив Людовіку XVIII, що рада припиняє своє існування.
У 1810 році Руає-Коллар обійняв кафедру філософії в Сорбонні й, виступивши проти сенсуалізму Кондильяка, став засновником, хоча і не найбільшим представником, психологічної або еклектичної школи, що вбачала у психології основу всієї філософії. Він поширив у Франції психологічне вчення Томаса Ріда. Найоригінальнішим у Руає-Коллара є аналіз поняття тривалості, яка, на його думку, не сприймається в об'єктах, а міститься тільки в нас самих і зводиться до відчуття нашої постійної тотожності, що випливає з безперервності наших вчинків (пор. «Fragments de Royer-Collard», у перекладі творів Ріда, зробленому Жуфруа).
Після першої реставрації Руає-Коллар був призначений генеральним директором у справах друку і виробив закон про друк, який встановив попередню цензуру, а після другої реставрації він обійняв посаду президента комісії народної освіти і склав законопроект, спрямований на захист учбових закладів від будь-яких політичних тенденцій. Більше значення мала його діяльність як члена палати депутатів, в якій він виявився лідером доктринерів, що спочатку прагнули союзу з урядом.
Коли до влади, в особі Віллеля, добулися ультрарояліста, Руає-Коллар перейшов в опозицію, посівши невизначене становище між міністерством і лівим центром, але все ж ревно боровся проти найреакційніших устремлінь (зокрема, проти продовження депутатських повноважень з 5 до 7 років).
З 1827 року Руає-Коллар став членом Французької академії.
На виборах 1827 Руає-Коллар був обраний одразу сімома виборчими колегіями і зайняв місце президента в палаті, що змусила Віллеля подати у відставку. Як президент палати, Руає-Коллар поставив собі завдання примирити всі партії і захищати уряд Мартіньяка від будь-яких ворожих випадів. Коли останнього змінив Поліньяк, Руає-Коллар, як президент палати, став на чолі депутації, яка в березні 1830 року представила королю адресу, підписану 221 депутатом і вимагала звільнення міністрів. Дії уряду, що послужили відповіддю на цю адресу, призвели до падіння династії, що зовсім не входило до планів Руає-Коллара.
Липнева монархія цілком відповідала переконанням Руає-Коллара, але він не міг перенести на Орлеанів ту благоговійну відданість, яку плекав до старшої лінії Бурбонів.
У 1830 році закінчилося діяльне політичне життя Руає-Коллара, хоча він ще 12 років засідав у палаті депутатів. Під кінець життя до релігійних поглядів Руає-Коллара додався чужий йому в минулому дух винятковості.
У 1843 році, коли паризький університет вступив у відкриту боротьбу з єзуїтами, він прийняв бік останніх. Завжди помірний, Руає-Коллар стояв на ґрунті легальності та порядку, але як у політичній, так і в публіцистичній своїй діяльності виявляв мало ініціативи й енергії.